# Кнорин, Вильгельм Георгиевич
Вильгельм Георгиевич Кно́рин (при рождении Виллис Юрьевич Кнориньш, латыш. Vilhelms (Vilis) Knoriņš; 17 (29) августа 1890 года, д. Лигатне, Венденский уезд, Лифляндская губерния — 29 июля 1938 года, спецобъект «Коммунарка») — советский партийный и государственный деятель, историк и публицист, один из авторов «Краткого курса истории ВКП(б)». Член ЦИК СССР. Одновременно в 1928—1937 гг. руководитель информационно-пропагандистского отдела Коминтерна.
Член РСДРП(б) с 1910 года, член ЦК ВКП(б) (1927—1937).
Доктор исторических наук (1935). Расстрелян в 1938 году, реабилитирован посмертно.

## Биография
Родился в латышской крестьянской семье Кнориньшей. Трудовую деятельность начал рабочим на ватной фабрике.
Окончил Вольмарскую учительскую семинарию (1906—190?).
Во время 1-й мировой войны в рядах Русской императорской армии — на Западном фронте.
Сотрудничал в социал-демократических газетах в Петербурге, Риге и Либаве. После Февральской революции 1917 участвовал в организации Минского Совета рабочих и солдатских депутатов и создании большевистских организаций на Западном фронте. С мая 1917 редактор газеты «Звязда» и секретарь Минского совета.
С декабря 1918 г. был секретарем Центрального бюро Коммунистической партии (большевиков) Беларуси и членом Временного рабоче-крестьянского правительства Советской Социалистической Республики Белоруссии. Отрицал создание национальных государств и национальное становление народов на территории бывш. Российской империи:
«…Время национальных государств уже прошло… Мы считаем, что белорусы не являются нацией, и те этнографические особенности, которые их отделяют от остальных русских, должны быть изжиты. Нашей задачей является не создание новых наций, а уничтожение старых национальных рогаток. Белорусское же движение является таким воздвижением национальных рогаток…» (Вильгельм Кнорин в газете «Звязда» от 6 октября 1918 года)
С февраля по август 1919 г. член Совета обороны и секретарь ЦК КП(б) Литвы и Беларуси.
С августа 1919 по июнь 1920 гг. окружной военный комиссар Смоленского военного округа.
В 1920—1922 гг. секретарь Центрального бюро КП(б) Беларуси.

### В Москве
В 1922—1925 гг. заведующий информационным отделом ЦК ВКП(б), затем заведующий агитпропом Московского комитета партии, а в 1926—1927 гг. заведующий агитпропом ЦК ВКП(б).
Член ЦРК в 1925—1927 гг.
В 1926—1927 гг. заведующий агитационно-пропагандистским отделом ЦК партии.
В 1927—28 гг. секретарь ЦК КП(б) Белорусской ССР.
В 1932—1935 годах директор Историко-партийного института красной профессуры. В эти же годы рассматривался как возможный глава ИККИ.
В апреле-июле 1934 г. — ответственный редактор журнала «Большевик».
26 января—10 февраля 1934 года делегат XVII съезда ВКП(б) с решающим голосом от Московской парторганизации.
С августа 1935 года по 1937 год заместитель заведующего отделом партийной пропаганды и агитации ЦК ВКП(б). Участвовал в подготовке «Краткого курса истории ВКП(б)».
Одновременно с 1928 по 1937 год — сотрудник Коминтерна. Руководил информационно пропагандистским отделом Коминтерна. До ареста проживал : г. Москва, ул. А. Серафимовича, д. 2 (Дом правительства), кв. 61.

## Гибель
Арестован 22 июня 1937 года. Содержался в Лефортовской тюрьме. Дело вел А. И. Лангфанг. Внесен в сталинский расстрельный список от ноября 1937 г. («Бывш. члены и кандидаты ЦК ВКП(б)») по 1-й категории («за» 1-ю категорию Молотов, Сталин, Ворошилов, Каганович, Жданов), затем в СРС «Москва-центр» от 26 июля 1938 года («за» 1-ю категорию Сталин, Молотов). 28 июля 1938 года Военной коллегией Верховного суда СССР приговорён к высшей мере наказания по обвинению в «шпионаже». Расстрелян в ночь на 29 июля 1938 года вместе с рядом руководящих и ответственных сотрудников аппарата ЦК ВКП(б), Коминтерна, КСК, Политуправления РККА и командующих ВО (в том числе И. А. Пятницким, И. С. Уншлихтом и Я. Э. Рудзутаком). Место захоронения — полигон НКВД «Коммунарка».
Реабилитирован посмертно ВКВС СССР 30 ноября 1955 года.
Реабилитирован в партийном порядке Комитетом партийного контроля при ЦК КПСС 23 декабря 1955 года.

## Память
- Именем В. Г. Кнорина названа улица в Минске.
- Одна из рижских улиц с 1965 по 1991 годы также носила имя Кнорина.